# Lumeneo SMERA

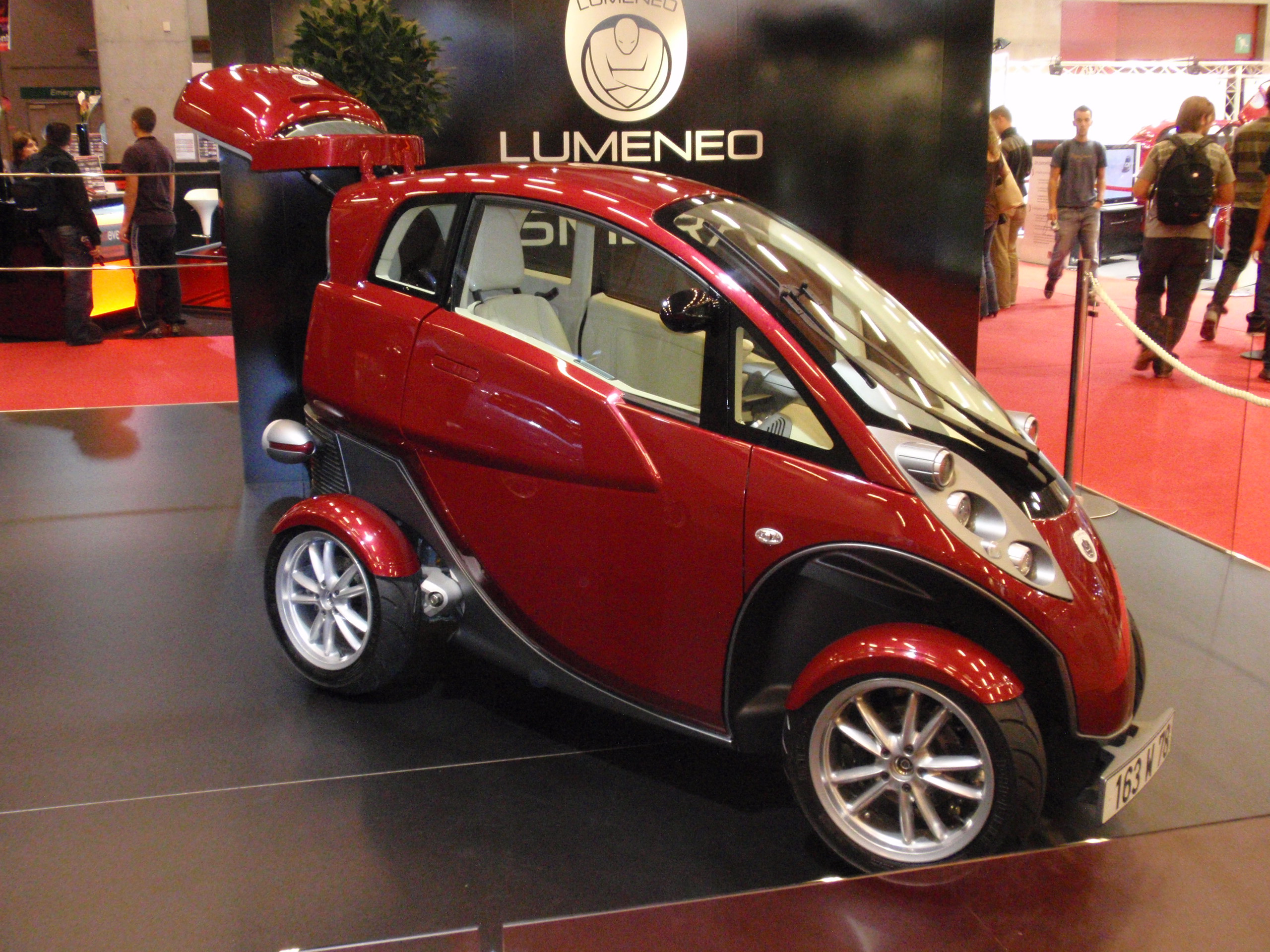
Lumeneo SMERA tại triển lãm xe Paris Motor Show 2008

SMERA là một ô tô điện siêu nhỏ của hãng Lumeneo nước Pháp do hai anh em kỹ sư Daniel và Thierry Moulène thiết kế. Mẫu concept có kiểu dáng như một chiếc xe hai chỗ ngồi cùng một khoảng cabin rộng phía sau ghế ngồi có thể để hàng hóa hành lý. Với kích thước vô cùng khiêm tốn 2,45m chiều dài, 1,45m chiều cao và 0,8m chiều rộng, nặng chưa đầy 350 kg và chạy bằng pin lithi-ion, Lumeneo SMERA có thể len lỏi vào mọi ngóc ngách trong thành phố như một chiếc scooter thông thường. Lumeneo SMERA có thể đạt vận tốc tối đa gần 150 km/h và có khả năng tăng tốc từ 0 lên 100 km/h trong vòng chưa đầy 8 giây nhờ động cơ điện có công suất 40 mã lực. Mẫu xe này ra mắt lần đầu tiên tại triển lãm Paris Motor Show 2008.
Công ty Đường sắt Pháp SNCF đã đầu tư 1,5 triệu € vào Lumeneo. Đường sắt Pháp theo như báo cáo đã bơm vốn vào Green Cove Engineering, một nhà cung cấp các dịch vụ chia sẻ chi phí dịch chuyển bằng ô tô. Một phiên bản sản xuất với tên gọi Lumeneo Neoma bắt đầu bày bán ở Pháp vào tháng 5 năm 2013. Sau khi chỉ bán được có 10 chiếc Lumeneo đã nộp đơn xin phá sản vào tháng 11 năm 2013.